# Villa dubia
Villa dubia är en tvåvingeart som först beskrevs av Macquart 1840.  Villa dubia ingår i släktet Villa och familjen svävflugor. Inga underarter finns listade i Catalogue of Life.